# Chillout
Chillout er en betegnelse for en elektronisk musikform til afslappende stemning eller en begivenhed, hvor sådan en slags musik spilles.